# Vezzani
Vezzani je naselje in občina v francoskem departmaju Haute-Corse regije - otoka Korzika. Leta 1999 je naselje imelo 306 prebivalcev.

## Geografija
Kraj leži v srednjevzhodnem delu otoka Korzike ob robu naravnega regijskega parka Korzike, 31 km jugovzhodno od Cort.

## Uprava
Vezzani je sedež istoimenskega kantona, v katerega so poleg njegove vključene še občine Aghione, Antisanti, Casevecchie, Noceta, Pietroso in Rospigliani s 1.450 prebivalci.
Kanton Vezzani je sestavni del okrožja Corte.

## Zanimivosti
- župnijska cerkev Marijinega Oznanenja;

## Pobratena mesta
- San Ignacio de Sabaneta (Dominikanska republika);

1. ↑  »Populations légales 2016«. Nacionalni inštitut za statistične in gospodarske raziskave. Pridobljeno 25. aprila 2019.